# Next Time
I Next Time sono un gruppo musicale pop rock macedone composto dai gemelli Martin (voce principale) e Stefan Filipovski (seconda voce e chitarra) e attivo dal 2008.
Sono stati scelti per rappresentare la Macedonia all'Eurovision Song Contest 2009 con il brano Nešto što kje ostane, venendo però eliminati in semifinale.

## Storia del gruppo
Scoperti dal musicista e compositore Jovan Jovanov, si sono formati nel 2008, anno in cui il gruppo ha firmato un contratto con l'etichetta discografica Plan B Production. Il debutto ufficiale è avvenuto nel maggio dello stesso anno con la pubblicazione del singolo Ne Veruvam Vo Tebe, prodotto dallo stesso Jovanov.
Nei mesi successivi sono stati pubblicati come singoli i brani Me Mislish Li? e Me Ostavi Sam Da Zhiveam, con le quali hanno partecipato a diversi festival musicali macedoni. In particolare, hanno vinto un premio come "Best New Artist" all'Ohrid Fest. Hanno poi raggiunto il secondo posto al MakFest.
Il loro album di debutto, l'eponimo Next Time, è stato pubblicato il 16 dicembre 2008, accompagnato dalla pubblicazione in qualità di singolo di una cover del brano Caruso di Lucio Dalla.
Nel mese di febbraio del 2009, il gruppo ha partecipato allo Skopje Fest, festival musicale utilizzato come selezione interna per l'elezione del rappresentante macedone all'Eurovision Song Contest, con il brano Nešto što kje ostane, risultandone vincitore. Ha partecipato quindi all'Eurovision Song Contest 2009, tenutosi a Mosca, nel successivo maggio, con lo stesso brano, scritto da Jovan Jovanov, Elvir Mekic e Damjan Lazarov, senza però raggiungere la serata finale.
Dopo la loro partecipazione all'Eurovision Song Contest hanno pubblicato altri singoli, tra cui la versione in lingua inglese di Nešto što kje ostane, The Sweetest Thing That Will Remain, e Na krajot od denot. Proprio quest'ultimo lavoro ha dato il titolo al secondo album del gruppo, Na krajot od denot, uscito il 20 settembre 2011, giorno del venticinquesimo compleanno dei due fratelli. L'album è stato promosso dal singolo Rap & Roll, collaborazione con Toni Zen.

## Discografia

### Album
- 2008 - Next Time
- 2011 - Na krajot od denot

### Singoli
- 2008 - Ne Veruvam Vo Tebe
- 2008 - Me Mislish Li?
- 2008 - Me Ostavi Sam Da Zhiveam
- 2008 - Bez Tebe Tivko Umiram
- 2008 - Caruso
- 2009 - Nešto što kje ostane
- 2009 - The Sweetest Thing That Will Remain
- 2009 - Koga lazes kade gledas?
- 2009 - Dekemvri
- 2010 - Ramo za placenje
- 2010 - Ubava
- 2010 - Na krajot od denot
- 2011 - Rap & Roll (feat. Toni Zen)